# Chelyocarpus dianeurus
Espèce
Synonymes
- Tessmanniodoxa dianeura (Burret) Burret[1]
- Tessmanniophoenix dianeura Burret[1]

Statut de conservation UICN

 NT  : Quasi menacé
Chelyocarpus dianeurus est une espèce de plantes de la famille des Arecaceae.

## Publication originale
- Principes 16(3): 74. 1972.